# 보르보나
보르보나(이탈리아어: Borbona)는 이탈리아 라치오주 리에티도에 위치한 코무네다. 로마로부터 북동쪽 90km, 리에티로부터 북동쪽 25km 거리에 있다.